# 장쭤린
장쭤린(중국어 정체자: 張作霖, 병음: Zhāng Zuòlín, 한자음: 장작림)은 중화민국 국민정부 대륙 본토 동북 지역의 베이양 군벌 계파 시대의 봉천군벌 파맥의 군인이자 정치인이다. 중화민국 국민정부 대륙 임시 국민당정 본토 과도정부 시대 국가수반 권한대행 등을 잠시 지냈다.
1928년 6월 3일 중화민국 육군 대원수 계급으로 전역했으며, 다른 한편으로는 1927년 6월 18일부터 1928년 6월 4일 갑자기 사고사할때까지 중화민국 국민정부 대륙 임시 국민당정 본토 과도정부 시대 국가수반 권한대행을 잠시 지냈다.
자(字)가 위팅(雨亭, 우정)이기에 장위팅(張雨亭, 장우정)이라고도 불리었고, 개명(改名)하기 이전의 이름은 장라오거다(張老疙瘩, 장노흘탑)였으며, 만주 조선말로는 장작림(張作霖)이라 불리었다. 1924년 2월 13일 중화민국 육군 원수 진급에 이어, 두해후 1926년 6월 7일 중화민국 육군 대원수 진급한 그는, 이후 구웨이쥔 중화민국 국가원수 권한대행 후임을 하여, 같은해 1927년 6월 18일에서부터 이듬해 1928년 1월 16일을 기하여 탄옌카이에게 중화민국 국민정부 국가주석 권한대행 직위 인수를 할 때까지, 이듬해 중화민국 국가원수 권한대행을 역임하였으며 그 후 1928년 1월 16일을 기하여 중화민국 국민정부 대원수 취임한 그는 1928년 6월 3일을 기하여 중화민국 육군 대원수에서 예편하였고, 그 다음날 1928년 6월 4일을 기하여 열차에 탑승하여 행선지로 가던 중에, 일본 제국 관동군의 암살 작전에 휘말림으로 하여금, 갑자기 열차 폭격 사고로 인하여 폭사했다.

## 생애
장쭤린은 1875년 3월 19일, 가난한 농민의 아들로 중국 청나라 성경성(盛京省: 지금의 랴오닝성) 하이청(海城)에서 태어났다. 1892년 청나라 군사에 입대해서 이후 청일 전쟁과 러일 전쟁에도 참여했고 1906년경부터 청나라 육군 장군의 지위에까지 올랐다. 전쟁이 끝난 후 고향으로 돌아와 자체적인 군대를 조직했고, 당시의 다른 많은 군벌들이 그러하였듯이, 격험(激險)하게도 매일같이 협객(俠客)이랍시고 일종의 의적(義賊)질을 하였다. 그리고 당시 몰락해가던 청나라 조정은, 이미 강력해진 장쭤린의 부대를 펑톈성(奉天省)의 정규군으로 편입시켰다.

### 동북 전역으로 세력 확장
장쭤린은, 이른바 펑톈 권역은 물론 차라리 동북 지역까지 자신의 세력을 넓혀 1918년 중화민국 국민 정부는 장쭤린을 동북의 3개 성을 관할하게 하였고, 그 이후 사실상 동북 지역을 자신의 통치국가와도 같이 지배했다. 이후 다른 베이양 군 출신 군벌들과 다툼을 벌이면서 그는 점차 세력을 더욱 키워갈 수 있었고 중화민국 정부에서 다른 사령관으로 교체하려고 시도했을 때, 장은 이를 분쇄하고 오히려 세력을 더욱 넓히면서, 차라리 동북군 군벌의 저변확대(底邊擴大)의 물밑 작업의 길로써 나아갔으며, 일본 제국으로부터는 차라리 무기 및 물자, 보급품 등까지 지원받아가면서 성장해 나아가 1924년에는 지위가 막강해져서 수도 베이징에 대한 지배력을 행사하기 시작했고, 결국 1926년에는 베이징에서 대원수직에 취임했다.

### 장제스의 북벌
그러나 1927년 장제스(蔣介石)가 지휘하는 '국민혁명군'은 '북벌운동'을 개시하면서 점차 그를 압박해왔고 장쭤린은 이에 밀리기 시작했다. 이들이 조만간 베이징을 점령할 것이 분명해진 것이었다. 그러자 막후에서 그를 지원하던 일본 정부도 결국 그에게 베이징을 국민당에 넘겨주고 퇴각하도록 권고했다. 다나카는 중국 북부에서 만주로 철수하도록 장쭤린에게 압력을 가했다. 만주에서는 일본군이 그를 보호할 수 있었다. 장쭤린은 차라리 마지못해 동의하였다. 이후 장은 1928년 6월 3일을 기하여 중화민국 육군 대원수에서 예편하였다.

### 최후
그렇지만 일부 관동군 참모들은 이 조치에 계속 불만이었고, 괴뢰 군벌이 제공하는 것 이상의 직접 지배권을 만주에 요구해야 한다고 믿고 있었다. 그 중 한 사람이었던 고모토 다이사쿠(河本大作) 대좌는 일을 벌일 구실을 꾸미기로 결심하였다. 고모토는 장쭤린이 더 이상 이용가치가 없다고 판단하여 장쭤린을 제거하기로 하고, 직속 부하를 시켜 베이징에서 톈진으로 돌아오는 장쭤린의 남만주 철도기차를 폭파하여 1928년 6월 4일, 그를 암살한다. 그가 탄 열차가 봉천 교외 철교에 이르렀을 때 일본군 열차감시초소에서 도화선을 당겨 열차가 폭발했다. 장쭤린은 목숨을 간신히 부지하고 봉천의 병원으로 실려왔으나 치료를 받다가 죽었다.(황고둔 사건) 향년 53세. 경비를 서던 일본 군인들이 현장에서 북벌군 두 사람의 시체를 찾아냈다.시체에서 3통의 편지가 발견되었는데, 국민당 이름으로 폭파를 지령한 내용이 적혀 있었다. 그런데 사실인즉 두 사람은 아편중독자로 관동군이 북벌군의 옷을 입혀 현장에 데려와 사살하고는 위조한 편지를 옷에 넣어 두었던 것이다.

## 사후
- 그가 암살된 날은 1928년 6월 4일이었는데 몇주 동안 철저하게 비밀에 부쳐지고 몇주 한동안 그 비밀이 유지되어가면서, 그의 지위와 권력은 그의 장남인 장쉐량에게 계승되었다. 사건에 세계의 모든 관심이 쏠렸고, 조선의 독립지사들은 흥분을 감추지 못했다.[2] 일제와 손을 잡고 조선독립군을 압박하던 장쭤린이 죽었기 때문이다.[2]
- 이 사건은 사실상 고모토가 의도했던 일본의 동북 개입을 유발하지는 못했다.[1] 왜냐하면 고모토의 상관이나 도쿄의 내각이나 그러한 행동을 인정하려 들지 않았기 때문이다.[1] 실제 고모토는 간신히 군법 회의를 면했다.[1]

## 같이 보기
- 펑위샹
- 미쓰야 협약

## 역대 선거 결과
| 선거명      | 직책명          | 대수 | 정당   | 1차 득표율 | 1차 득표수 | 2차 득표율 | 2차 득표수 | 3차 득표율 | 3차 득표수 | 결과 | 당락 |
| ----------- | --------------- | ---- | ------ | ---------- | ---------- | ---------- | ---------- | ---------- | ---------- | ---- | ---- |
| 1916년 선거 | 중화민국 부총통 | 2대  | 무소속 | -%         | 1표        |            |            |            |            | 13위 | 낙선 |